# Thoracochromis albolabris
Thoracochromis albolabris är en fiskart som först beskrevs av Ethelwynn Trewavas och Thys van den Audenaerde, 1969.  Thoracochromis albolabris ingår i släktet Thoracochromis och familjen Cichlidae. IUCN kategoriserar arten globalt som livskraftig. Inga underarter finns listade i Catalogue of Life.